# César Díaz (reżyser)
César Díaz (ur. 20 września 1978 w Gwatemali) – gwatemalski reżyser, scenarzysta i montażysta filmowy.
Jako dwudziestolatek w 1998 przeniósł się na studia do Belgii, gdzie zamieszkał już na stałe. Studiował na Université Libre de Bruxelles, a później uczył się scenariopisarstwa na paryskiej uczelni filmowej La Fémis.
Pracę w branży filmowej rozpoczął w charakterze montażysty. Uczestniczył w montażu tak głośnych filmów, jak m.in. Amores perros (2000) czy Ixcanul (2015). Od 2010 samodzielnie reżyserował, początkowo filmy dokumentalne.
Jego pełnometrażowy debiut fabularny, Nasze matki (2019), miał swoją premierę w sekcji "Międzynarodowy Tydzień Krytyki" na 72. MFF w Cannes, gdzie zdobył Złotą Kamerę za najlepszy debiut reżyserski. Obraz odwoływał się do krwawej historii najnowszej Gwatemali i ukazywał dramat wielu tamtejszych rodzin poprzez historię młodego antropologa poszukującego informacji o zaginionym w latach 80. ojcu-partyzancie.